# Pseudopleuronectes herzensteini
Pseudopleuronectes herzensteini är en fiskart som först beskrevs av Jordan och Snyder, 1901.  Pseudopleuronectes herzensteini ingår i släktet Pseudopleuronectes och familjen flundrefiskar. Inga underarter finns listade i Catalogue of Life.